# Elettrotreno DB 424
L'elettrotreno serie 424 della Deutsche Bahn è un elettrotreno a quattro elementi progettato esclusivamente per l'esercizio sulla S-Bahn di Hannover. Costituisce una variante, con caratteristiche più ferroviarie e meno metropolitane, degli elettrotreni serie 423.